# Koraćevac
Koraćevac je naselje u gradu Leskovcu, Jablanički upravni okrug, Srbija. Prema popisu iz 2022. godine u Koraćevcu je živjelo 143 stanovnika.